# منهج سقراط
المنهج السقراطي (يُعرف أيضًا باسم منهج إلينخوس أو الجدل السقراطي)، هو شكل من أشكال الحوار الحجاجي بين الأفراد بطريقة تعاونية، إذ يقوم على طرح الأسئلة والإجابة عنها بغرض تحفيز التفكير النقدي واستخلاص الأفكار والافتراضات المسبقة الضمنية. يُنسب هذا المنهج إلى سقراط، الفيلسوف اليوناني في العصر الكلاسيكي، وقد قدمه أفلاطون في محاورة تياتيتوس تحت اسم فن التوليد (نسبة إلى القابلة التي تولد النساء)، لأنه يُستعمل بغرض إخراج أو توليد التعريفات بشكل ضمني من معتقدات المتحاورين، أو بغرض مساعدتهم في الفهم بشكل أفضل. يعتبر المنهج السقراطي منهجًا لاستبعاد فرضية ما، إذ يجري إيجاد أفضل الفرضيات بتحديد واستبعاد تلك الفرضيات التي تؤدي إلى تناقضات. يبحث المنهج السقراطي عن الحقائق المعتنقة بشكل عام وشائع والتي تشكل المعتقدات، ثم يفحصها من أجل تحديد مدى اتساقها مع المعتقدات الأخرى. ويأتي الشكل الأساسي للمنهج السقراطي في صورة سلسلة من الأسئلة الموضوعة مثل اختبارات المنطق والواقع، التي تهدف إلى مساعدة الشخص أو الجماعة على اكتشاف معتقداتهم بشأن بعض الموضوعات؛ واستكشاف تعريفات والسعي لوصف الخصائص العامة التي تشترك فيها حالات معينة مختلفة.

## التسمية
وسميت بطريقة سقراط أو مجادلة سقراط نسبة إلى الفيلسوف الإغريقي إذ استعملها في مجادلة مواطنيه الأثينيين. كما تسمى علميا بـ «أسلوب إلينخوس» (بالإنجليزية: Elenchus)‏، أصلها (باليونانية: ἔλεγχος)‏ | إلينخوس والتي تعني مجادلة الاعتراض، امتحان، تمحيص.
كما يستعمل تعبير «مساءلة سقراط» (بالإنجليزية: Socratic Questioning)‏ لتصف طرق استجوابية بحيث يتم الرد على سؤال ما وكأنه الإجابة بحد ذاته مما يدفع السائل إلى إعادة تحوير سؤاله بحسب تطور المحاورة.

## التطور
كان السوفسطائيون في النصف الثاني من القرن الخامس قبل الميلاد، معلمين متخصصين في استخدام أساليب الفلسفة والبلاغة من أجل التسلية أو التأثير في النفوس أو إقناع المستمعين بقبول وجهة نظر المتكلم. قدم سقراط طريقة بديلة للتعليم والتي عُرفت باسم المنهج السقراطي. بدأ سقراط في الاشتراك في مثل تلك النقاشات مع رفاقه الأثينيين بعد أن زار مع صديقه منذ الشباب، شيريفون، كاهنةَ معبد دلفي (أوراكل أو وسيط للوحي)، والتي أكدت على أنه لا يوجد رجل في اليونان أكثر حكمة من سقراط. نظر سقراط إلى هذا الأمر بوصفه مفارقة كأساس لحثّه الأخلاقي. وبدأ في استخدام المنهج السقراطي من أجل الإجابة على لغزه. كتب ديوجين لائرتيوس بالرغم من ذلك، أن بروتاجوراس هو الذي ابتكر المنهج السقراطي.
صاغ أفلاطون كما هو معروف المنهج السقراطي في أسلوب نثري، من خلال بعض محاوراته المبكرة مثل أوطيفرون وأيون، وظهر المنهج بشكل أكثر شيوعًا ضمن ما عُرف باسم (المحاورات السقراطية)، إذ قدّم سقراط بوصفه رجلًا فضوليًا يطرح الأسئلة على بعض محاوريه من الأثينيين البارزين، وهو ما يصور سقراط منخرطًا بشكل عام في ذلك المنهج وطارحًا الأسئلة على رفاقه من المواطنين بشأن موضوعات أخلاقية وإبستمولوجية. لكن كان لأفلاطون منهج مختلف للمناقشات الفلسفية في محاوراته المتأخرة مثل تياتيتوس والسوفسطائي، وهو المنهج الذي عُرف باسم الجدل.

## المنهج
يُعد أسلوب إلينخوس Elenchus الأسلوبَ المحوري للمنهج السقراطي (باللغة اليونانية القديمة: ἔλεγχος، وتنطق باللاتيني elenkhos، وتعني حرفيًا: حجة التفنيد أو الدحض؛ أي الاستقصاء والاختبار والفحص، بغرض التفنيد بوجه خاص). تُستخدم الصيغة اللاتينية elenchus في اللغة الإنجليزية بوصفها مصطلحًا فلسفيًا متخصصًا. وتعتبر الصيغة إلينخي elenctic الصيغة الوصفية الأكثر شيوعًا في اللغة الإنجليزية.
يرِد أسلوب إلينخوس في محاورات أفلاطون المبكرة، بوصفه الأسلوب الذي استخدمه سقراط للبحث -على سبيل المثال- عن طبيعة أو تعريفات التصورات الأخلاقية مثل العدالة والفضيلة. ويشتمل هذا المنهج على عدة خطوات وفقًا لفلاستوس:
1. يجزم محاوِر سقراط بفرضية ما، على سبيل المثال: الشجاعة هي مقدرة النفس على الاحتمال.
2. يقرر سقراط ما إذا كانت الفرضية خاطئة، ثم يسعى إلى تفنيدها.
3. يضمن سقراط موافقة محاوره على التصديق على الافتراضات التالية، على سبيل المثال: الشجاعة شيء جيد، وصبر أو مقاومة الجاهل ليست بالشيء الجيد.
4. يُحاجج سقراط بعد ذلك، ويتفق معه المحاور، بأن تلك الافتراضات الإضافية تتضمن نقضًا للقضية الأصلية: في هذه الحالة، يصل الأمر إلى القول إن (الشجاعة ليست في تعريفها مقدرة النفس على الاحتمال).
5. يزعم سقراط بعد ذلك أنه قد أظهر خطأ قضية أو طرح محاوِره، وبالتالي يكون نفيها صحيحًا.

يمكن أن يؤدي أسلوب إلينخوس في فحص الأشياء، إلى اختبار أو رؤية جديدة أكثر دقة للتصورات قيد النظر أو الفحص، فيدعو هذا الأسلوب في تلك الحالة إلى فحص الزعم أو القضية: الشجاعة هي مقدرة النفس على الاحتمال بحكمة. تتكون معظم الاستفسارات السقراطية من سلسلة إلينخية، تنتهي عادة بحالة من الحيرة أو اللغز، معروفة باسم أبوريا aporia. ويشير فريدي إلى أن استنتاج فلاستوس رقم (4) في الخطوات السابقة، يجعل من محاورات أفلاطون المبكرة التي تتسم بأنها مُلغَزة أو في حالة من الحيرة aporetic مجرد لغو فارغ بلا معنى. فإظهار القضية أو الطرح المقترح بوصفه خاطئًا، لا يُعد كافيًا للاستنتاج بضرورة صدق بعض القضايا المنافسة الأخرى. ويصل المتحاورون عوضًا عن ذلك إلى حالة الحيرة أو اللغز، وهي حالة متطورة من البقاء دون معرفة ما يُقال بشأن الموضوع المطروح للنقاش. ويعتبر تحديد طبيعة أسلوب إلينخوس من الأمور الخاضعة لقدر كبير من الجدل، فيما يتعلق بوجه خاص بما إذا كان يمثل منهجًا إيجابيًا يؤدي إلى المعرفة، أم منهجًا سلبيًا يُستخدم فقط بغرض تفنيد الدعاوى أو المزاعم الخاطئة بالنسبة للمعرفة.
يرى دبليو. ك. س. جوثري في كتابه عن فلاسفة الإغريق، أنه من الخطأ أن ننظر إلى المنهج السقراطي بوصفه وسيلة أو أداة يحصل بها المرء على إجابة للمسألة أو للمعرفة التي يسعى إليها. يزعم جوثري أن المنهج السقراطي يهدف في حقيقة الأمر إلى إظهار جهل الفرد. فقد اعتقد سقراط على عكس السوفسطائيين أن المعرفة ممكنة أو يمكن الوصول إليها، لكنه اعتقد أن أول الخطوات نحو المعرفة هو الاعتراف بجهل الفرد. يكتب جوثري أن سقراط كان قد اعتاد على وصف نفسه بأنه لا يعرف شيء، وتلك هي الطريقة الوحيدة التي كان يعتبر من خلالها أكثر حكمة من الرجال الآخرين، فكان واعيًا بجهله الخاص، بينما لا يعي الآخرون ذلك. يتمثل جوهر المنهج السقراطي في إقناع المحاور بأنه في حقيقة الأمر لا يعرف شيئًا حتى وإن كان يتصور عكس ذلك.

## التطبيق
طبّق سقراط منهجه بشكل عام في فحص المفاهيم التي بدت مفتقرة إلى أي تعريف محدد؛ على سبيل المثال المفاهيم الأخلاقية الأساسية في ذلك الوقت، فضائل التقوى والحكمة والاعتدال والشجاعة والعدالة. تحدى مثل هذا الفحص، المعتقدات الأخلاقية الكامنة لدى المتحاورين، ما أظهر أوجه القصور والتناقضات الموجودة في معتقداتهم، والتي عادة ما تنتج عنها حالة الحيرة. اعترف سقراط نفسه في ضوء هذا القصور بجهله، ولكن ما زال الآخرون يزعمون امتلاكهم للمعرفة. اعتقد سقراط أن وعيه بجهله الخاص يجعله أكثر حكمة من هؤلاء الذين يدّعون المعرفة بالرغم من جهلهم. وبينما يبدو ذلك الاعتقاد متناقضًا للوهلة الأولى، فإنه قد سمح لسقراط في حقيقة الأمر باكتشاف أخطائه الخاصة، في الوقت الذي افترض فيه الآخرون أنهم على صواب. تستند تلك الدعوى إلى قول كاهنة معبد دلفي (أوراكل أو وسيط الوحي) التي صرحت بأنه لا يوجد رجل أكثر حكمة من سقراط.
استخدم سقراط هذا الزعم الخاص بالحكمة باعتباره أساسًا لمواعظه الأخلاقية. ووفقًا لذلك فقد زعم أن الخير الأسمى يتكون من رعاية النفس المرتبطة بالحقيقة والفهم الأخلاقي، وأن الثروة لا تجلب الخير ولكن الخير هو الذي يجلب الثروة وكل المسرات أو النعم الأخرى بالنسبة للفرد أو للدولة على حد سواء، وأن الحياة التي لم تُتفحّص، لا تستحق أن تُعاش. وهكذا يوظَف المنهج السقراطي عندما نأخذ في الحسبان كل ذلك.
لا يُعد دافع الاستخدام الحديث لذلك المنهج واستخدام سقراط له، أمرًا واحدًا بالضرورة. فنادرًا ما استخدم سقراط ذلك المنهج بشكل فعلي لتطوير نظريات متّسقة، ولكنه استخدم الأسطورة عوضًا عن ذلك من أجل شرحها. توضح محاوَرة بارمنيدس، استخدام بارمنيدس للمنهج السقراطي من أجل الإشارة لعيوب نظرية المُثُل الأفلاطونية، كما قدمها سقراط؛ ولا تُعد تلك المحاوَرة الوحيدةَ التي يُحلِل فيها سقراط/ أو أفلاطون النظريات المشروحة بشكل اعتيادي عن طريق منهج الجدل. كان المنهج يُستخدم لتحليل النظريات التي نتبناها من أجل تجاوز المسلمات والفرضيات التي نعتنقها بشكل مسلّم به، وذلك عوضًا عن الوصول إلى إجابات. وبالتالي فإن الأسطورة والمنهج السقراطي في نظر أفلاطون غير متناقضين؛ فلكل منهم غرض مختلف وعادة ما يُوصفا بمسارات اليد اليمنى واليد اليسرى نحو الحكمة والخير.

### الحلقات السقراطية
الحلقة السقراطية (تُعرف أيضًا باسم السيمنار أو الحلقة الدراسية السقراطية)، هي منهج تربوي يستند إلى المنهج السقراطي ويستخدم طريقة الحوار من أجل فهم المعلومات الموجودة في النص. يُستخدَم إجراؤها المنهجي من أجل فحص النص عن طريق الأسئلة والإجابات المؤسسة على المعتقدات، إذ ترتبط كل المعرفة الجديدة بالمعرفة السابقة، ويأتي كل التفكير من طرح الأسئلة، ويجب أن يؤدي طرح سؤال واحد إلى طرح المزيد من الأسئلة. ولا تُعد الحلقة السقراطية مناظرة أو جدلًا؛ فالغرض من ذلك النشاط هو أن يعمل المشاركون معًا من أجل تكوين المعنى والوصول إلى إجابة، وليس انتصار طالب واحد أو جماعة واحدة بالحجة أو الاستحواذ عليها.
يستند هذا المنهج إلى الاعتقاد أن المشاركين يسعون ويصلون إلى فهم أكثر عمقًا للمفاهيم الموجودة في النص عن طريق الحوار المدروس، عوضًا عن عملية تذكر المعلومات التي تُقدم لهم. وبالرغم من إمكانية اختلاف الحلقات السقراطية في بنيتها وحتى في اسمها، إلا أنها تتضمن العناصر التالية عادة: فقرة من نص، على الطلاب أن يقرؤوها بشكل مسبق، وتتشكل حلقتان أساسيتان من الطلاب: حلقة خارجية وحلقة داخلية. تركز الحلقة الداخلية على استكشاف وتحليل النص عن طريق عملية طرح الأسئلة والإجابة عنها. تظل الحلقة الخارجية خلال تلك المرحلة صامتة. يشبه الطلاب الموجودون في الحلقة الخارجية المراقبين العلميين إلى حد كبير، إذ يشاهدون ويستمعون إلى محادثة الحلقة الداخلية. وعندما يُناقَش النص بشكل كامل وتتوقف الحلقة الداخلية عن الحديث، تقدم الحقلة الخارجية تعقيبات على الحوار الذي حدث. تتناوب تلك العملية مع انتقال طلاب الحلقة الداخلية إلى الحلقة الخارجية، في الجلسة أو اللقاء التالي والعكس بالعكس. ويختلف طول تلك العملية بناء على النص المطروح للمناقشة. قد يقرر المُعلِم أن تتناوب المجموعات في جلسة الواحدة أو في جلسات منفصلة. يُعد دور المُعلم الاختلافَ الأكثر تميزًا بين ذلك النشاط وأكثر النشاطات تقليدية في الفصول الدراسية. إذ يقود الطلابُ في الحلقات السقراطية، عمليةَ المناقشة والتساؤل. ويتمثل دور المُعلِم في ضمان تقدم المناقشة مهما يكن الاتجاه الخاص الذي تتخذه المناقشة.

### العلاج النفسي
يتلاءم المنهج السقراطي (الذي يأتي في صورة استفسار أو تساؤل سقراطي) مع مجال العلاج النفسي، ومن أبرز المداخل التي تتلاءم معه: العلاج النفسي الأدلري الكلاسيكي (نسبة إلى أدلر)، والعلاج بالمعنى، والعلاج العقلي الانفعالي السلوكي، والعلاج المعرفي، والعلاج الواقعي. إذ يمكن استخدامه من أجل توضيح المعاني والمشاعر والعواقب، بالإضافة إلى وضوح البصيرة بشكل تدريجي أو استكشاف سلوكيات بديلة. بالإضافة إلى ذلك، ألهَم المنهج السقراطي مؤخرًا اتجاهًا جديدًا في الفلسفة التطبيقية: إذ يُطلق على الحوار السقراطي اسم الإرشاد أو الاستشارة الفلسفية. وربما يُعد جيرد بي. أشنباخ أفضل ممارس لهذا النوع في أوروبا، وقد اقترح أيضًا مايكل فيبر شكلًا آخر لهذه الممارسة.